# Jean Jouvenet

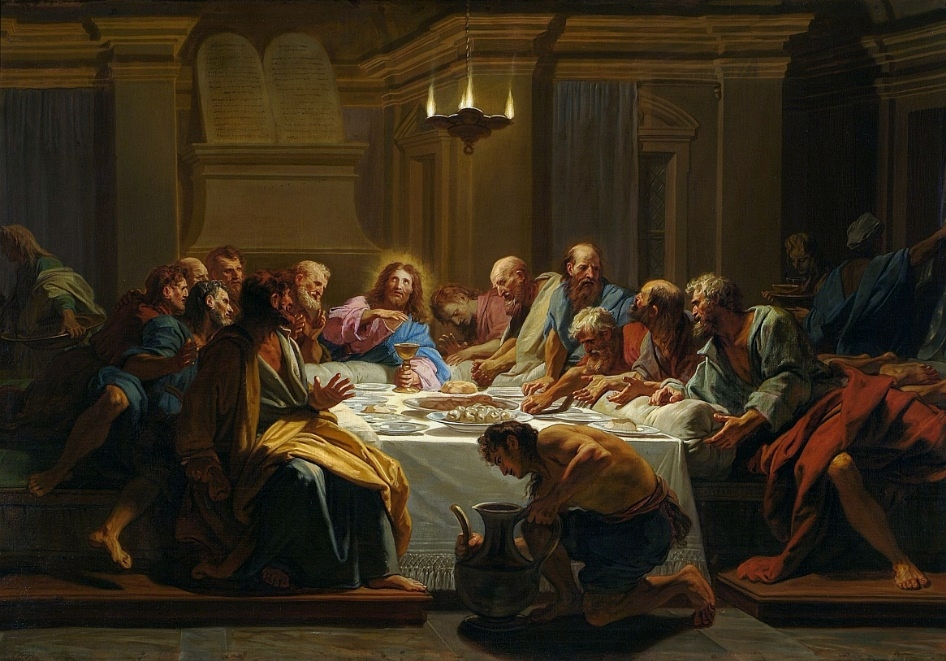
Ostatnia Wieczerza (1704), Muzeum Narodowe w Warszawie

Jean-Baptiste Jouvenet, zw. Le Grand (ur. w 1644 w Rouen, zm. w 1717 w Paryżu) – francuski malarz okresu baroku.

## Życiorys
Uczył się u swego ojca Laurenta Jouveneta oraz od 1661 u Charlesa Le Bruna w Paryżu. Później był jego współpracownikiem w Wersalu. Uległ też wpływowi Poussina. W 1675 został członkiem Akademii.
Malował przede wszystkim liczne obrazy religijne, a także kompozycje mitologiczne, alegoryczne oraz portrety. W 1716 namalował cykl 6 obrazów dla kościoła St-Martin-des-Champs. Wykonywał też dekoracje ścienne (Rennes, Wersal, Paryż) i projektował kartony do tapiserii.

## Wybrane dzieła
- Autoportret – Lublana, Galeria Narodowa,
- Autoportret (ok. 1695) – Rouen, Musée des Beaux-Arts,
- Chrystus na krzyżu – Dijon, Musée des Beaux-Arts,
- Cudowny połów ryb (1706) – Paryż, Luwr,
- Lekarz Raymond Finot (1704) – Paryż, Luwr,
- Magnificat – Paryż, Katedra Notre-Dame,
- Nawiedzenie Marii (1716) – Paryż, Kościół St-Martin-des Champs,
- Ofiarowanie w świątyni – Chantilly, Musée Condé,
- Ostatnia Wieczerza (1704) – Warszawa, Muzeum Narodowe,
- Św. Brunon – Dijon, Musée des Beaux-Arts,
- Wskrzeszenie Łazarza – Paryż, Luwr,
- Wypędzenie kupców ze świątyni (1716) – Paryż, Kościół St-Martin-des Champs,
- Zdjęcie z krzyża (1697) – Paryż, Luwr,
- Zdjęcie z krzyża (1713) – Dijon, Musée des Beaux-Art.